# Sybra erratica
Sybra erratica là một loài bọ cánh cứng trong họ Cerambycidae.